# 田村公平
田村 公平（たむら こうへい、1947年3月19日 - 2025年5月13日）は、日本の政治家。参議院議員（2期）、自由連合幹事長、建設政務次官（第2次森内閣）などを歴任。高知県土佐山田町（現・香美市）出身。父は元衆議院議員の田村良平。

## 略歴
- 土佐高等学校を経て、1969年3月早稲田大学政治経済学部政治学科卒業。
  - 4月 - NHK本局入局（ディレクター）。
- 1971年 - NHKを退職し父である衆議院議員・田村良平の秘書となる。
- 1995年7月23日 - 第17回参議院議員通常選挙に高知県選挙区より無所属で出馬し初当選。
  - 7月25日 - 自由民主党を離党[1]。
  - 11月28日 - 参議院院内会派「平心会」を江本孟紀と結成[2]。
  - 12月25日 - 自由連合に入党[3] し、幹事長を務める。
- 1997年 - 自由民主党に復党[4]。
- 2001年7月 - 第19回参議院議員通常選挙再選。
- 2005年8月8日 - 郵政民営化法案の参議院本会議採決では反対票を投じた。
- 2007年7月 - 第21回参議院議員通常選挙で落選。
- 2010年 - 第22回参議院議員通常選挙では無所属で立候補し、再び落選した。
- 2012年11月13日 - 自民党に離党届が受理される[5]。
- 2022年4月29日 - 旭日中綬章受章[6]。
- 2025年5月13日 - 肺がんのため東京都の病院で死去。78歳没。訃報は6月12日になって広く報じられた[7]。

## 政策

### 美しい国
参議院議員時代は自由民主党議員であったが、安倍晋三の美しい国というスローガンに対してはかなり批判的であった。
2007年7月1日、田村の決起集会にて、安倍は集まった聴衆に対し「美しい国」の理念や自民党の政策を訴えた。しかし、7月16日、田村は「美しい国」について「意味がよく分からない」 と指摘した上で「高知は明日の飯をどうやって食うかという追いつめられた状況にある。絵に描いた『美しい国、日本』で応援に来られて適当なことばかり言われたら、馬鹿にされたような気がする」 と批判し、「そういう思いをだれかが言わないといけない」としている。これを受け同月19日、安倍は高知県への遊説を見送ることを決定した。同月20日、安倍は四国入りするが、徳島、香川、愛媛三県だけで応援演説した。
同年7月29日の開票の結果、四国四県の自民党候補のなかでは最も健闘したものの、結局12000票余り及ばず落選した。

### 防災
2007年7月16日、田村は演説にて、7月1日に高知県を訪れた安倍晋三に触れ「（首相は）私の選挙を心配するなら銭を持ってきてほしい。南海地震対策を政府の責任で5千億円ぐらいやったら、高知は地震や台風に耐えられる県になる」と訴えた。

### 農林水産
農業政策についても一家言持っており、党執行部の選挙演説内容に対して反論している。
2007年7月15日、自由民主党幹事長の中川秀直が第21回参議院議員通常選挙に立候補した田村の応援に訪れたが、翌日、田村は中川について「『高知の農産物を上海に売ればいい』と言ったが、（高知空港に）国際線が飛びもしないのに、できもしないことを言ってもらいたくない」と演説している。

## 世界平和統一家庭連合（旧・統一教会）との関係
- 2002年1月20日、世界平和統一家庭連合（旧・統一協会）の関連団体である世界平和連合の高知県連合会結成大会に参加した。田村議員に代わってメッセージを代読した弘田健一秘書は「統一協会に問題があることは知っている。肩入れするつもりはないが、昨年の選挙で世話になっているので呼ばれれば断れない」と、統一協会との関係の深さを吐露した[10]。